# Stachy
Stachy (deutsch Stachau) ist eine Gemeinde in Tschechien. Sie liegt 18 Kilometer südöstlich von Sušice und gehört zum Okres Prachatice.

## Geographie

### Lage

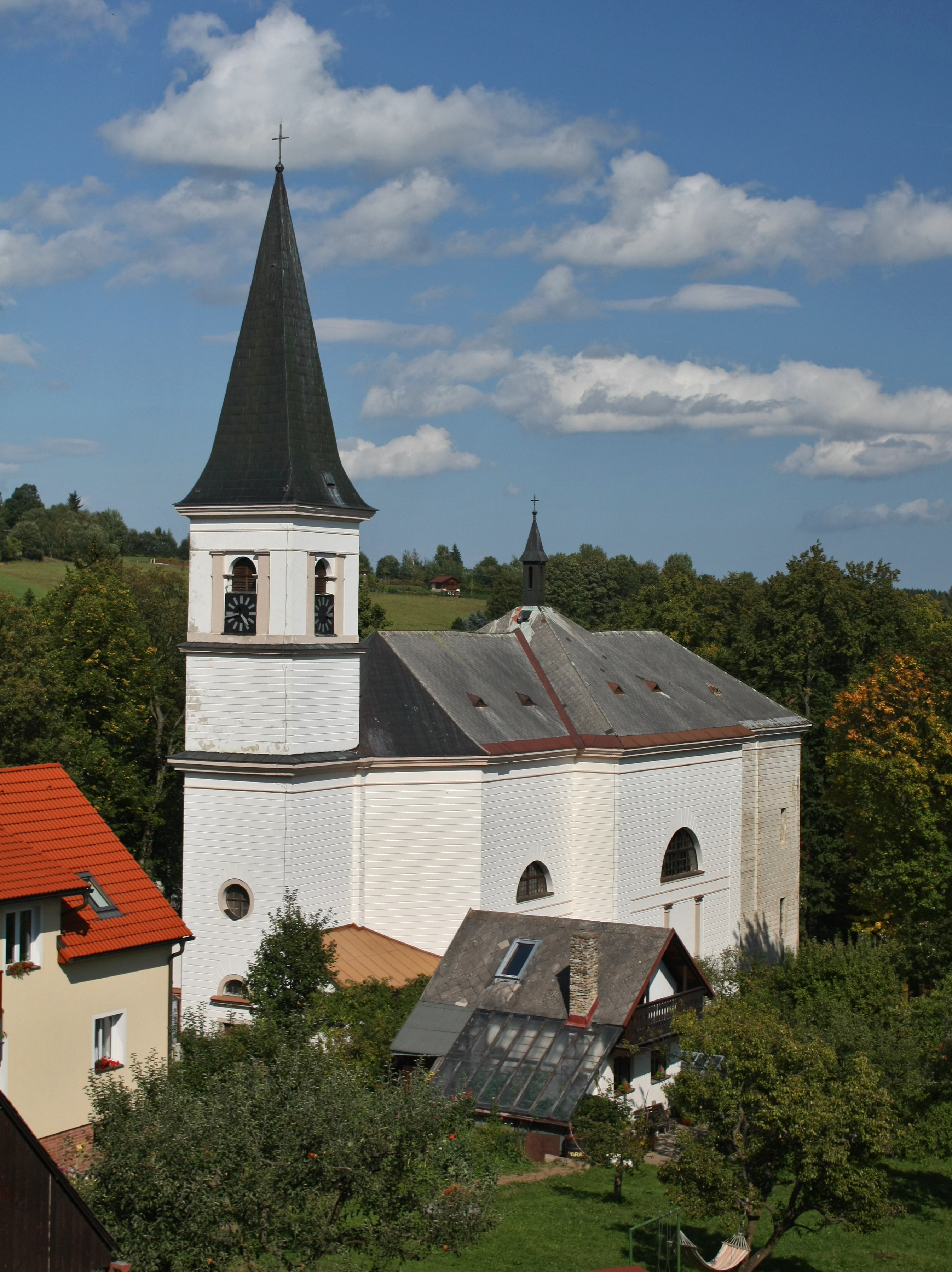
Kirche am Marktplatz

Stachy befindet sich im östlichen Teil des Böhmerwaldes im Tal des Jáchymovský potok (Jachimsbach) unmittelbar vor dessen Einmündung in die Spůlka. Westlich erhebt sich die Popelná hora (Aschenberg, 1095 m). Im Norden liegt der Suchý vrch (861 m) und dahinter der Javorník (Ahornberg, 1065 m).
Nachbarorte sind Úbislav im Norden, Jaroškov und Hodonín im Nordosten, Zdíkovec im Osten, Zdíkov im Südosten, Masákova Lhota, Nový Dvůr und Bláhov im Süden, Říhov im Südwesten, Vyšehrad, Michalov und Jáchymov im Westen sowie Chalupy im Nordwesten.

### Gemeindegliederung
Die Gemeinde Stachy besteht aus den Ortsteilen Jaroškov (Jaroschkau), Stachy (Stachau) und Úbislav (Aubislau), die zugleich auch Katastralbezirke bilden. Zu Stachy gehören außerdem die Wohnplätze Bláhov (Blahow), Chalupy (Deutsch Chaluppen), Churáňov (Churanow), Jáchymov (Jachymov), Jirkalov (Jirkalow), Krousov (Großhof), Kundratec, Kůsov (Kusow), Lesní Chalupy, Michalov (Michalow), Mlýn U Králů,  Říhov (Rihow), Šebestov (Sommerau), Sibiř, Sídliště, Studnice, Tejmlov (Tymlau), V Dílech, V Ráji, Ve Mlýně, Vyšehrad (Wischehrad), Zadov (Zadow) und Zavírka sowie die Wüstungen Popelná (Reckerberger Häuser) und Stará Huť I (Glashütte).
Grundsiedlungseinheiten sind  Bláhov, Chalupy, Churáňov-samoty, Jaroškov, Jirkalov, Krousov, Kundratec, Kusov, Lesní Chalupy, Michalov, Říhov, Šebestov, Stachy, Úbislav und Zadov.

### Nachbargemeinden
| Nicov          |                                             | Vacov  |
|                | Kompassrose, die auf Nachbargemeinden zeigt |        |
| Kašperské Hory | Nové Hutě                                   | Zdíkov |

## Geschichte
Die Künischen Freibauern siedelten sich im 14. Jahrhundert, möglicherweise schon seit dem 11. Jahrhundert im Künischen Gebirge an, waren dem König und Kaiser untertan, kultivierten die Wildnis und sicherten die Grenzen. Aufgrund der eher kargen Böden setzten sich hier zu Beginn des 16. Jahrhunderts von Bayern kommend Glasmacher an, die vom Waldvorsteher, der dem Freigericht der Freibauern eingesetzt wurde, unparzellierte Waldstücke zugewiesen bekam. Da an Rohstoffen Brennholz, Pottasche, Sand und Kalk vorkam, konnten später sogar 4 Glashütten gleichzeitig betrieben werden.
Stachau bestand deshalb aus einigen größeren und kleineren Gruppen von Häusern und einzelnen Höfen, welche teils in einem Tal in südwestlicher, teils in westlicher und nordwestlicher Richtung zerstreut sind. Im Urbar 1654 findet sich noch eine rein deutschsprachige Bevölkerung; 1713 tauchten einige tschechische Namen auf, die aus den umliegenden Dörfern, die ebenfalls zur Pfarre Patzau gehörten, eingeheiratet hatten oder die als Hilfsarbeiter in den Glashüttensiedlungen lebten. 1713 bemerkte die Visitationskommission, dass es „unglaublich“ sei, dass hier „kein einziger Handwerker oder Gewerbetreibender sein möge“. Der Oberrichter Gerl vermerkte hierzu, dass „der eine oder andere Handwerker hier [...] sei, aber ohne fixen Domizilium [...] auch selbst heut hier, morgen aber als freie Leute [...] sogar außer Landes [...] begeben“.
Ab 1713 verfünffachte sich die Zahl der Häuser in Stachau und die Bevölkerung war in Folge nun fast zu 50 % böhmisch sprechend. Die Abwanderung der „freien künischen“ verstärkte sich und an vielen Orten entstanden neue Glashütten. Die Bewohner des Dorfes und der umliegenden Einödhöfe waren nun überwiegend Tschechen. Weiterhin lebte die Bevölkerung in der Region von der Arbeit als Glasmacher und fertigte Holzwaren und Schindeln.
1781 wurde die Kirche zu den Sieben Schmerzen Maria errichtet und Stachau wird damit zu einer eigenen Pfarrgemeinde.
Seit dem 18. Jahrhundert war das künische Freigericht Stachau schutzuntertänig mit dem Gut Stubenbach, ab 1800 mit der Allodialherrschaft Stubenbach und Langendorf verbunden.
1995 wurden Stachy und die Ortslage Chalupy zu dörflichen Denkmalszonen erklärt. In Zadov besteht ein Wintersportzentrum.

## Partnergemeinde
Stachy hat mit der Gemeinde Ruderting in Bayern eine Gemeindepartnerschaft.

## Sehenswürdigkeiten
- Pfarrkirche Mariä Heimsuchung, erbaut 1842–1849
- Barocke Friedhofskirche der Schmerzhaften Mutter Gottes
- Pfarrhaus, Renaissancebau
- Parkanlage mit fast alljährlichem Massenvorkommen des Netzstieligen Hexenröhrlings
- Pošumavské hasičské muzeum. Das Feuerwehrmuseum ist nach einem Dacheinbruch durch den starken Schneefall vom Winter 2005 geschlossen. Die meisten Exponate wurden in den Hallen der Firma Stavoplast KaL untergestellt, die nach den Schäden durch den Orkan Kyrill im Jahre 2007 evakuiert wurde. Derzeit laufen Arbeiten zur Wiederherrichtung des Museumsgebäudes.
- Gezimmerte breitgieblige Böhmerwaldhäuser in Chalupy

## Persönlichkeiten

### Söhne und Töchter der Gemeinde
- Andreas Hartauer (1839–1915), Verfasser des Böhmerwaldliedes
- Josef Bartík (1897–1968), General und Geheimdienstoffizier, Leiter des Obranné zpravodajství (OBZ)
- Rudolf Maros (1917–1982), ungarischer Komponist

### Weitere
- Josef Klostermann, genannt Rankl Sepp (1819–1888). Der auf dem Ranklhof in Ranklau bei Innergefild lebende Rankl Sepp war bekannt für seine hünenhafte Gestalt und seine außergewöhnlichen Kräfte. Der auch als letzter Böhmerwaldriese bezeichnete Klostermann war mit dem Schriftsteller Karel Klostermann, der ihn im Roman V ráji šumavském beschrieb, weitläufig verwandt. Der Rankl Sepp verstarb in Jáchymov; sein Grab ist auf dem Friedhof in Stachy erhalten.